# Španjolska književnost
Španjolska književnost općenito se odnosi na književnost (španjolsku poeziju, prozu i dramu) napisanu na španjolskom jeziku na teritoriju koji trenutno predstavlja Španjolsku. Njen razvoj podudara se i često se preklapa s drugim književnim tradicijama iz regija unutar istog teritorija, posebno katalonske književnosti, galicijskog dijela, kao i latinske, židovske i arapske književne tradicije Pirenejskog poluotoka. Književnost Španjolske Amerike važna je grana španjolske književnosti, sa svojim prepoznatljivim obilježjima koja datiraju iz najranijih godina španjolskog osvajanja Amerike.
Rimsko osvajanje i okupacija Pirenejskog poluotoka početkom 3. stoljeća prije Krista donijeli su latinsku kulturu na španjolska područja. Dolaskom muslimanskih osvajača 711. godine stižu kulture Bliskog i Dalekog istoka. U srednjovjekovnoj španjolskoj književnosti, najraniji zabilježeni primjeri narodne romantične književnosti spajaju muslimansku, židovsku i kršćansku kulturu. Jedno od značajnih djela je ep „Pjesma o Cidu”, napisan 1140. godine. Španjolska proza stekla je popularnost sredinom 13. stoljeća. Lirska poezija srednjeg vijeka uključuje pučke pjesme i dvorsku poeziju plemstva. Tijekom 15. stoljeća došlo je do predrenesanse i književna aktivnost znatno se povećala. U renesansi su važni bili: poezija, vjerska književnost i proza. U doba baroka 17. stoljeća važna su djela bila proza Francisca de Queveda i Baltasara Graciana. Najistaknuti autor bio je Miguel de Cervantes, poznat po svom remek-djelu „Don Quijote”.
U doba prosvjetiteljstva 18. stoljeća značajna djela uključuju prozu Feijóoa, Jovellanosa i Cadalsa; pjesnike kao što su: Juan Melendez Valdes, Tomás de Iriarte i Felix Mario Samaniego; i kazališne radove s Leandrom Fernándezom de Moratinom, Ramonom de la Cruzom i Vicenteom Garcíom de la Huertom. U romantizmu (početak 19. st.) važne su: poezija Joséa de Espronsede i drugih pjesnika, proza, kazalište s Ángelom de Saavedrom (vojvoda od Rivasa), Joséom Zorillom i drugim autorima. U realizmu (kraj 19. st.), koji se miješa s naturalizmom, važni autori su: Juan Valera, José María de Pereda, Benito Pérez Galdos, Emilio Pardo Bazan, Leopold Alas (Clarina), Armando Palacio Valdes i Vicente Blasco Ibáñez; poezija s Ramonom de Campoamorom, Gasparom Núñezom de Arceom i drugim pjesnicima; kazalište s Joséom Echegarayem, Manuelom Tamayom i Bausom i drugim dramaturzima; i književni kritičari kao što je Menendez Pelay.
U modernizmu se javlja nekoliko struja: parnasovstvo, simbolizam, futurizam i kreacionizam. Uništenje španjolske flote na Kubi od strane SAD-a 1898. izazvalo je krizu u Španjolskoj. Skupina mlađih pisaca, među kojima su bili: Miguel de Unamuno, Pio Baroja i José Martínez Ruiz (Azorin), unijeli su promjene u oblik i sadržaj književnosti. Do 1914. godine te izbijanja Prvog svjetskog rata i objavljivanja prvog velikog djela vodećeg glasa ove generacije, Joséa Ortege y Gasseta - brojni nešto mlađi pisci uspostavili su svoje mjesto na španjolskom kulturnom polju. Među vodećim glasovima su pjesnik: Juan Ramón Jiménez, akademik i esejist Ramón Menéndez Pidal, Gregorio Marañon, Manuel Azanillo, Eugen d'Orzo i Ortega y Gasset, te romanopisci Gabriel Miró, Ramón Pérez de Ayala i Ramón Gómez de la Serna. Oko 1920. mlađa skupina književnika - uglavnom pjesnika - počela je objavljivati djela koja su od svojih početaka otkrivala koliko su mlađi umjetnici upili književne eksperimente pisaca iz 1898. i 1914. Pjesnici su bili usko vezani uz formalne akademije. Romanopisci kao što su: Benjamin Harnez, Rosa Chasel, Francisco Ayala i Ramon H. Sender bili su podjednako eksperimentalni i akademski.
Španjolski građanski rat imao je razoran učinak na španjolsku književnost. Među šačicom pjesnika i pisaca građanskog rata ističu se Miguel Hernandez i Antonio Machado. Tijekom rane diktature (1939.–1955.), književnost je slijedila viziju diktatora Francisca Franca o drugom, katoličkom španjolskom zlatnom dobu. Sredinom 1950-ih, kao i u romanu, odrasta nova generacija koji su kao djeca preživjeli Španjolski građanski rat. Početkom 1960-ih španjolski su se autori upustili u nemirno književno eksperimentiranje. Kada je Franco umro 1975., važno djelo uspostave demokracije imalo je neposredan utjecaj na španjolsku književnost. Tijekom sljedećih nekoliko godina mnoštvo mladih pisaca, uključujući: Juana Joséa Milasa, Rosu Montero Gayo, Javiera Maríasa, Luisa Matea Dieza, Joséa Maríju Merino, Félixa de Azúu, Cristinu Fernández Cubas, Enriquea Villa-Matasa, Carme Riera i kasnije Antonio Muñoz Molina i Almudena Grandes, počeli su sebi raditi istaknuto mjesto na španjolskom kulturnom polju.